# Dirk Windgassen

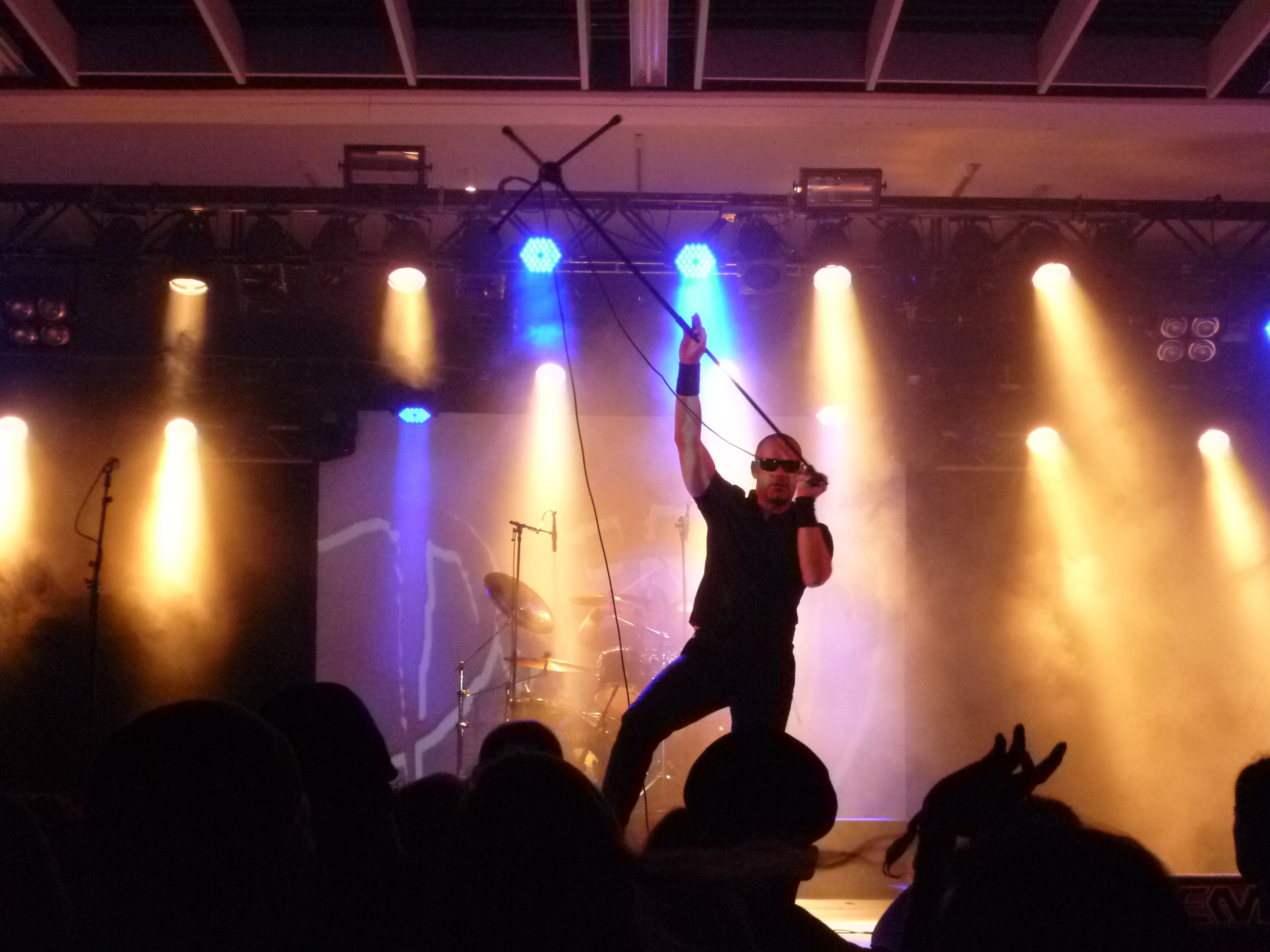
Dirk Windgassen live mit Der Fluch auf dem Amphi-Festival 2011

Dirk Windgassen (* 16. Januar 1964 in Leverkusen), auch bekannt unter seinem Künstlernamen Deutscher W., ist ein deutscher Fernsehproduzent, Schauspieler und Musiker. Er ist Sänger der drei Bands OHL, Der Fluch und Projekt Mensch.

## Leben

### Als Schauspieler
Dirk Windgassen studierte an der Universität Trier Psychologie und Medienkommunikation. Nach seinem Studium arbeitete er in verschiedenen Funktionen für RTL, ProSieben und VOX, unter anderem bei den Talkshows von Bärbel Schäfer und Hans Meiser, bei We Are Family! So lebt Deutschland und Die Einrichter. Er war auch Reporter für Explosiv – Das Magazin und war ausführender Produzent für Guildo Horns Talkshow Guildo und seine Gäste.
Von 2012 bis 2013 spielte er den Sozialarbeiter Dirk Wolf in der Pseudo-Doku-Soap Die Schulermittler.

### Als Musiker
Unter dem Pseudonym „Deutscher W.“ (das W steht für „Widerstand“) ist er Gründungsmitglied und Sänger der Bands OHL (gegründet 1980), Der Fluch (ab 1981) und Projekt Mensch (um 2007). Insbesondere wegen der Kriegsoptik früherer Veröffentlichungen von OHL sowie dem Spiel mit eher konservativen und militärischen Texten sowie der Veröffentlichung auf dem Label Rock-O-Rama (allerdings bevor es vor allem durch Rechtsrock-Veröffentlichungen von sich reden machte) wird er oft der sogenannten „Grauzone“ der Punk-Szene zugeordnet. Er selbst distanziert sich mit seinen Projekten von Extremismus jeglicher Art und positioniert sich klar gegen Rassismus und Nationalsozialismus.

## Diskografie

### Mit OHL
siehe OHL (Band)#Diskografie

### Mit Der Fluch
siehe Der Fluch (Band)#Diskografie

### Mit Projekt Mensch
siehe Projekt Mensch#Diskografie